# وانگ هونگ (ورزشکار)
وانگ هونگ (چینی: 王红; پین‌یین: Wáng Hóng؛ زادهٔ ۲۲ may ۱۹۶۵ (۵۹ سال)) ورزشکار تیراندازی با کمان اهل چین است.
وی در مسابقات کشوری و بین‌المللی در مجموع برندهٔ ۱ مدال نقره شده‌است.